# Fabiola Ramos

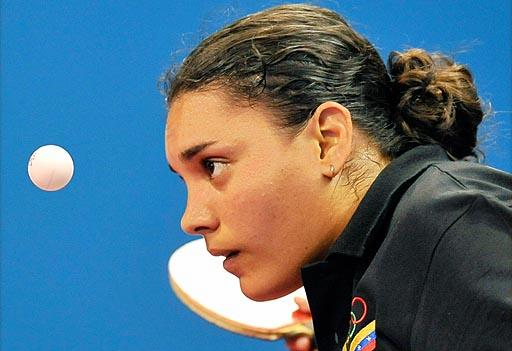
Fabiola Ramos 2012

Fabiola Ramos (* 15. September 1977 in Maracaibo) ist eine Tischtennisspielerin aus Venezuela. Sie nahm an fünf Olympischen Spielen teil.
Fabiola Ramos qualifizierte sich für die Teilnahme an den Olympischen Spielen 1996, 2000, 2004, 2008 und 2012. Dabei schied sie jedoch meist bereits in der ersten Runde aus. Es gelangen ihr lediglich zwei Siege, nämlich 2004 im Doppel mit Luisana Parez gegen die Chileninnen Berta Rodríguez/Maria Paulina Vega sowie 2008 im Einzel gegen Judy Long aus Kanada. 2012 trug sie beim Einmarsch die Fahne Venezuelas.
Mehrere Medaillen gewann sie bei Zentralamerika- und Karibikspielen 2002 und 2010.